# الیا گرین
الیا گرین (انگلیسی: Ellia Green؛ زادهٔ ۲۰ فوریهٔ ۱۹۹۳) بازیکن راگبی ۷ نفره اهل استرالیا است.
وی در مسابقات کشوری و بین‌المللی در مجموع برندهٔ ۱ مدال طلا، ۱ مدال نقره شده‌است.